# Yinshania rivulorum
Yinshania rivulorum là một loài thực vật có hoa trong họ Cải. Loài này được (Dunn) Al-Shehbaz, et al. miêu tả khoa học đầu tiên năm 1998.